# روزاليند بيت-ريفيرز
روزاليند بيت-ريفيرز (بالإنجليزية: Rosalind Pitt-Rivers)‏ (ولدت 4 مارس 1907 - 14 يناير 1990)  كانت عالمة كيمياء حيوية بريطانية. وأصبحت ثاني رئيس لرابطة الغدة الدرقية الأوروبية في عام 1971. وساهمات في اكتشاف هرمون الغدة الدرقية ثلاثي يود الثيرونين.

## بداية حياتها وتعليمها
ولدت بيت ريفرز روزاليند فينيتيا هينلي في 4 مارس 1907 في لندن وهي الأكبر بين أربع بنات لأسرة هون. أنتوني مورتون هينلي (1873-1925) نقيب في شركة لانسر الخامسة وزوجته هون سيلفيا لورا ستانلي (1882-1980). كان والدها الابن الثالث لأنتوني هينلي البارون الثالث لهينلي  وأمها ابنة اللورد ستانلي من ألدرلي.
تلقت تعليمها في المنزل وبعد ذلك في مدرسة نوتينغ هيل الثانوية في سن الثالثة عشرة. بدأ اهتمامها بالكيمياء في سن الثانية عشر عندما أعطاها عمها مجموعة كيمياء. درست لاحقاً في كلية بيدفورد حيث حصلت على بكالوريوس العلوم في عام 1930 مع مرتبة الشرف الأولى وماجستير في عام 1931.

## الحياة الشخصية
في عام 1931 تزوجت من زوجها الثاني جورج بيت ريفرز (1890-1966) وهو عالم أنثروبولوجيا واختصاصي تحسين نسل وحفيد أوغسطس بيت ريفرز (1827-1900) الذي أسس متحف الأنثروبولوجيا الذي سمي باسمه في أكسفورد. أصبحت زوجة الأب للفتيان من زواجه الأول مايكل وجوليان. وقد أنجبت ولداً أسمته أنتوني في عام 1932 ولكن تم حل الزواج في عام 1937. أصبح زوجها مؤيداً بشكل متزايد للنسل ومعادياً للسامية خلال فترة زواجهما فاقترب من علماء تحسين النسل الألماني وأشاد بموسوليني وهتلر؛ بحلول عام 1940 تم احتجازه في برج لندن بموجب القائمة التنظيمية 18B.

## مسيرتها المهنية
بعد أن انفصلت عن بيت ريفرز في عام 1937 عادت للدراسة واكتسبت درجة الدكتوراه في الكيمياء الحيوية من كلية الطب في الجامعة الجامعية في عام 1939.
انضمت إلى أعضاء هيئة التدريس بالمعهد الوطني للبحوث الطبية (NIMR) في ميل هيل لندن في عام 1942 وهو أكبر معهد لمجلس البحوث الطبية في المملكة المتحدة ((MRC. وقد أصبحت رئيسة قسم الكيمياء فيما بعد وتقاعدت في عام 1972.
اكتسبت شهرة دولية بعد مساعدة جاك جروس في اكتشاف هرمون التيرونين T3 ونشر نتائجهم في ذا لانسيت في عام 1952. تم انتخابها زميلة في الجمعية الملكية (FRS) في عام 1954. وفي عام 1973 أصبحت زميلة في كلية بيدفورد في لندن، وفي عام 1983 زميلة فخرية للجمعية الملكية للطب وفي عام 1986 زميلة شرف في الكلية الملكية للأطباء.